# Lecanicillium lecanii
Lecanicillium lecanii ist eine Art von Schlauchpilzen aus der Familie der Cordycipitaceae. Die Art ist ein Pathogen für verschiedene Insektenarten und auf allen Kontinenten außer Afrika und Antarktika nachgewiesen.

## Beschreibung
Lecanicillium lecanii bildet in Kultur auf einem Kartoffel-Dextrose-Agar Kolonien mit einem Durchmesser von 15 … 25 Millimetern, die nach zehn Tagen bei 24 °C erreicht werden. Sie sind eher kompakt und gelblich-weiß mit dunkelgelber Rückseite. An Phialiden werden relativ kurze ellipsoidale Konidien ausgebildet, die 11 … 20(…30) × 1,4 … 1,8 µm messen und aculeat (stachelig) und stark konusförmig geformt sind. Sie entstehen einzeln oder in Wirteln von bis zu sechs an hervorstehenden Hyphen oder an kurzen, mehr oder weniger aufrechten Konidienträgern; gelegentlich werden sie auch sekundär an früheren Phialiden gebildet. Die Konidien sind in Köpfchen zusammengefasst, die an der Spitze der Phialiden stehen. Das Temperaturoptimum für das Wachstum beträgt 21 … 24 °C, über 33 °C findet kein Wachstum mehr statt.

## Taxonomie
Lecanicillium lecanii ist der akzeptierte wissenschaftliche Name eines entomopathogenen (Insekten befallenden) Pilzes, der früher unter dem Namen Verticillium lecanii (Zimmerman) Viegas weithin bekannt war, jetzt aber als Anamorphe der Gattung Cordyceps betrachtet wird. Die Isolate von früher als V. lecanii klassifizierten Pilzen könnten auch zu den Arten Lecanicillium attenuatum, L. longisporum, L. muscarium oder L. nodulosum gehören. So bezieht sich z. B. die Untersuchung von Kouvelis et al. (2004) an mitochondrialer DNA auf L. muscarium.
L. lecanii selbst scheint primär ein Pathogen weichhäutiger Insekten (Napfschildläuse) zu sein.

### Synonyme
Folgende Synonyme sind bekannt:
- Akanthomyces lecanii (Zimm.) Spatafora, Kepler & B. Shrestha[6]
- Cephalosporium coccorum Petch[7]
- Cephalosporium coccorum var. coccorum Petch, 1925[7]
- Cephalosporium coccorum var. uredinis U.P.Singh & Pavgi[7]
- Cephalosporium dipterigenum Petch[7]
- Cephalosporium lecanii Zimm.[7][6]
- Cephalosporium lecanii f. coccorum (Petch) Balazy[7]
- Cephalosporium lecanii f. lecanii Zimm., 1898[7]
- Cephalosporium subclavatum Petch[7]
- Cordyceps confragosa (Mains) G.H.Sung, J.M.Sung, Hywel-Jones & Spatafora[7]
- Sporotrichum lichenicola Berk. & Broome[7]
- Torrubiella confragosa Mains, 1949[7]
- Verticillium coccorum (Petch) Westerd.[7]
- Verticillium lecanii (Zimm.) Viégas[7][6]

## Nutzung
Insekten werden von Lecanicillium lecanii infiziert, wenn sie mit den klebrigen Pilz-Sporen in Kontakt kommen, die daraufhin auskeimen und in den Körper eindringen, so dass die inneren Organe verzehrt werden, was schließlich zum Tod der Wirte führt. Im Gartenbau und in der Landwirtschaft wurden aus Primär-Isolaten von „V. lecanii“ Präparate zur Bekämpfung von Mottenschildläusen, Fransenflüglern und Blattläusen erforscht und erzeugt.:281–295  Biopestizide auf der Basis von Lecanicillium-Arten sind  unter den Namen 'Mycotal' (L. muscarium) und 'Vertalec' (L. longisporum) im Handel. Andere Produkte auf Basis dieser Pilze sind für die Anwendung bei „Cash Crops“, Ölsaaten, Sojabohnen, Zierpflanzen und Gemüse verfügbar.